# صناعة الوعي
صناعة الوعي هو مصطلح اخترعه المؤلف وواضع النظريات هانس ماغنوس إنتزنسبيرغر (Hans Magnus Enzensberger)، وهو يحدد الآليات التي يتم من خلالها استنساخ العقل البشري كمنتج اجتماعي. ومن أهم هذه الآليات هي مؤسسات وسائل الإعلام والتعليم. وحسب رأي إنتزنسبيرغر، لا تنتج صناعة العقل أي شيء محدد، فعلى العكس إن نشاطها الرئيسي هو تخليد وجود نظام هيمنة الإنسان على الإنسان.
ويسهب هانس هاك (Hans Haacke) في صناعة الوعي ويوضح أنها تنطبق على الفنون في نظام أكبر من الإنتاج والتوزيع والاستهلاك. ومقصد هذا تحديدًا المتاحف كمصانع للإدراك الجمالي الذي يفشل في الاعتراف وتقبل السلطة الأخلاقية: والفكرية والسياسية «وبدلاً من تبني الوعي الفكري والنقدي، فإن المتاحف تميل لتبني عملية الإشباع.»

## وصلات خارجية
Museums: Managers of Consciousness